# Gene Harris
| Kattints az alábbi külső linkek egyikére! | Kattints az alábbi külső linkek egyikére! |
| ----------------------------------------- | ----------------------------------------- |
| Nem található szabad kép.(?)              |                                           |
| külső link · jogvédett                    | Gene Harris                               |

Gene Harris (Benton Harbor, Michigan, 1933. szeptember 1. –  Boise, Idaho, 2000. január 16.) amerikai dzsesszzongorista.

## Pályakép
Amerikai dzsesszzongorista volt, aki zongorája meleg hangzásával, a soul,  blues és gospel előadásaival vált ismertté.
1956 és 1970 között a The Three Sounds trióval játszott Andy Simpkins basszusgitárossal és Bill Dowdy dobossal. Ez a trió rendszeresen rögzített felvételeket a Blue Note Records és a Verve Records számára.
Az 1970-es évek végétől kezdődően többnyire Boise-ba vonult vissza, bár rendszeresen fellépett az ottani Idanha Hotelben. Az 1980-as évek elején Ray Brown  rávette egy turnéra. Játszott a Ray Brown triójában, majd saját együtteseket vezetett. Elsősorban a Concord Recordsnál készített felvételeket egészen 2000-ben bekövetkezett veseelégtelenség miatti haláláig.
Legnépszerűbb száma a „Battle Hymn of the Republic” volt. 

## Lemezek
(válogatás)
- 1971: The 3 Sounds
- 1972: Gene Harris of the Three Sounds
- 1972: Of the Three Sounds: Gene Harris
- 1974: Astral Signal
- 1975: Nexus
- 1976: In a Special Way
- 1977: Tone Tantrum
- 1997: Down Home Blues: Gene Harris & Jack McDuff
- 1997: In His Hands
- 1999: Alley Cats
- 2000: The Song Is Ended
- 2016: Groovin' Hard (Live At The Penthouse 1964-1968